# (4341) Poseidón
(4341) Poseidón es un asteroide que forma parte de los asteroides Apolo y fue descubierto por Carolyn Jean S. Shoemaker desde el observatorio del Monte Palomar, Estados Unidos, el 29 de mayo de 1987.

## Designación y nombre
Poseidón recibió al principio la designación de 1987 KF.
Más adelante, en 1991, se nombró por Poseidón, un dios de la mitología griega.

## Características orbitales
Poseidón orbita a una distancia media de 1,835 ua del Sol, pudiendo alejarse hasta 3,082 ua y acercarse hasta 0,5878 ua. Su excentricidad es 0,6797 y la inclinación orbital 11,85 grados. Emplea en completar una órbita alrededor del Sol 907,9 días.
Poseidón es un asteroide cercano a la Tierra.

## Características físicas
La magnitud absoluta de Poseidón es 15,9 y el periodo de rotación de 6,262 horas. Está asignado al tipo espectral O de la clasificación SMASSII.